# 震凝性
在连续介质力学中，震凝性或流变增稠性（rheopecty 或 rheopexy）是非牛頓流體的罕见特性，表现为黏度随时间增加（时间依赖性黏度）；流体承受剪切力的时间越长，黏度越高。流变增稠性流体，如某些润滑剂，受到振动时会变稠或固化。与此相反且更常见的行为类型是触变性（thixotropy），即流体在经历剪切的时间越长，其黏度越低。
流变增稠性流体的例子包括石膏浆、打印机墨水和滑液。
目前正在进行研究，寻找制造和使用流变材料的新方法。人们对该技术的军事用途非常感兴趣。而且，高端体育市场也开始对此作出回应。防弹衣和战车装甲是应用流变材料的重点领域。人们还在研究将这些材料用于其他类型的防护设备，这被认为可能有助于减少田径、赛车运动、交通事故和所有形式的跳伞中明显的冲击应力。特别是具有流变减震功能的鞋类正被推崇为一种双重用途技术，可以为那些必须经常跑步、跳跃、攀爬或下降的人提供更好的支撑。</link>
关于制造和使用流变增稠性材料的新方法的研究正在进行中。人们对该技术在军事上的潜在应用表现出了极大的兴趣。此外，高端运动市场也开始对此作出回应。使用流变增稠性材料的关键领域包括防弹衣和战斗车辆装甲。此外，人们也在努力将这些材料应用于其他类型的防护设备中，这被认为在减少田径、赛车、交通事故以及各类跳伞中的显著冲击应力方面可能具有潜在的用途。尤其是带有流变增稠性减震功能的鞋，作为一种军民两用技术，正在被研发，以为需要频繁奔跑、跳跃、攀爬或下降的人提供更好的支撑。

## 流变增稠与剪切增稠之间的混淆
一个常被误用于展示流变增稠性的例子是玉米澱粉与水的混合物（有时称为oobleck），这是一种非常粘稠的白色流体。这是一种便宜且简单的展示，可以作为半固体用手拿起，但在没有压力时容易流动。然而，oobleck实际上是胀流性流体，因为它并没有表现出时间依赖的剪切诱导变化，因此不能被归类为流变增稠性流体。这些术语由于不常使用，常被混淆。真正的流变增稠性流体在摇晃时起初是液体，随着摇晃的继续会变得越来越稠。
正如随时间变薄的相反行为是触变性（时间相关的假塑性行为）一样，流变行为也可以描述为时间相关的膨胀行为。 
正如随着时间变稀的相反行为是触变性（时间依赖的假塑性行为），流变增稠性行为可以描述为时间依赖的剪切增稠行为。

## 相关
- 时间依赖的黏度
- 触变性：流体承受剪切力的时间越长，黏度越低。这是一种时间依赖的剪切变稀行为。
- 剪切增稠：与流变增稠性类似，但不依赖时间的变化。
- 剪切稀化：与触变性类似，但不依赖时间的变化。